# Pelican (Wisconsin)
Pelican es un pueblo ubicado en el condado de Oneida, en el estado estadounidense de Wisconsin. Según el censo de 2020 tiene una población de 2.809 habitantes.

## Geografía
Pelican se encuentra ubicado en las coordenadas 45°35′36″N 89°20′19″O / 45.59333, -89.33861. Según la Oficina del Censo de los Estados Unidos, Pelican tiene una superficie total de 139.49 km², de la cual 130.74 km² corresponden a tierra firme y (6.27%) 8.75 km² es agua.

## Demografía
Según el censo de 2010, había 2.764 personas residiendo en Pelican. La densidad de población era de 19,82 hab./km². De los 2.764 habitantes, Pelican estaba compuesto por el 96.85% blancos, el 0.04% eran afroamericanos, el 1.05% eran amerindios, el 0.43% eran asiáticos, el 0% eran isleños del Pacífico, el 0.25% eran de otras razas y el 1.37% pertenecían a dos o más razas. Del total de la población el 0.87% eran hispanos o latinos de cualquier raza.